# Mullutu-Suurlaht
Mullutu-Suurlaht (també Mullutu Suurlaht) és el quart llac més gran d'Estònia .
Es troba a l'illa de Saaremaa, a uns 2 km a l'oest de la ciutat de Kuressaare. Té una superfície de 1.440 ha i la màxima profunditat és de 2,1 m. Mullutu-Suurlaht és una massa d'aigua salobre que consta de dues parts:
- Badia de Suurlaht o Kellamäe (531m, part est)[2]
- Badia Mullutu  o Gran Badia Mullutu (412,4 ha, part oest)[3]

Durant la inundació regular de primavera (la pujada habitual és de 0,75 m, màxim 1,16 m) Mullutu-Suurlaht es fusiona amb les badies properes de Paadla, Vägara i Kaalupea i dibuixa una massa d'aigua temporal de fins a 3.600 ha. Mullutu-Suurlaht és drenat pel  Riu Nasva. A causa d'una forta connexió amb el mar a través del riu Nasva, el llac és ric en peixos, les principals espècies inclouen l'espècie alburn, la lota,  el carpí,  el leuciscus leuciscus, l'anguila, el gobi, la Carpa koi japonesa, la perca, el lluç, el Gymnocephalus cernua, la Madrilleta vera,  el gardí i la tenca.